# Liga contra Cametei
Liga contra Cametei (LCC) a fost un partid politic din România interbelică, de orientare agrariană, dar și fascistă. Acesta s-a format pe fondul Marii Crize economice, competiția principală a acestuia fiind Garda de Fier. Acesta a fost sprijinit atât de politicieni de stânga (cum ar fi Nicolae L. Lupu), cât și de fasciști.